# Paracryptophiale kamaruddinii
Paracryptophiale kamaruddinii är en svampart som beskrevs av Kuthub. & Nawawi 1994. Paracryptophiale kamaruddinii ingår i släktet Paracryptophiale, divisionen sporsäcksvampar och riket svampar.   Inga underarter finns listade i Catalogue of Life.